# Aitor Aranguren
Aitor Aranguren Errasti, llamado Aranguren, (Aguinaga, Guipúzcoa, 11 de abril de 2000) es un jugador de pelota mano que se desempeña como zaguero.